# Christian Heinrich Rinck

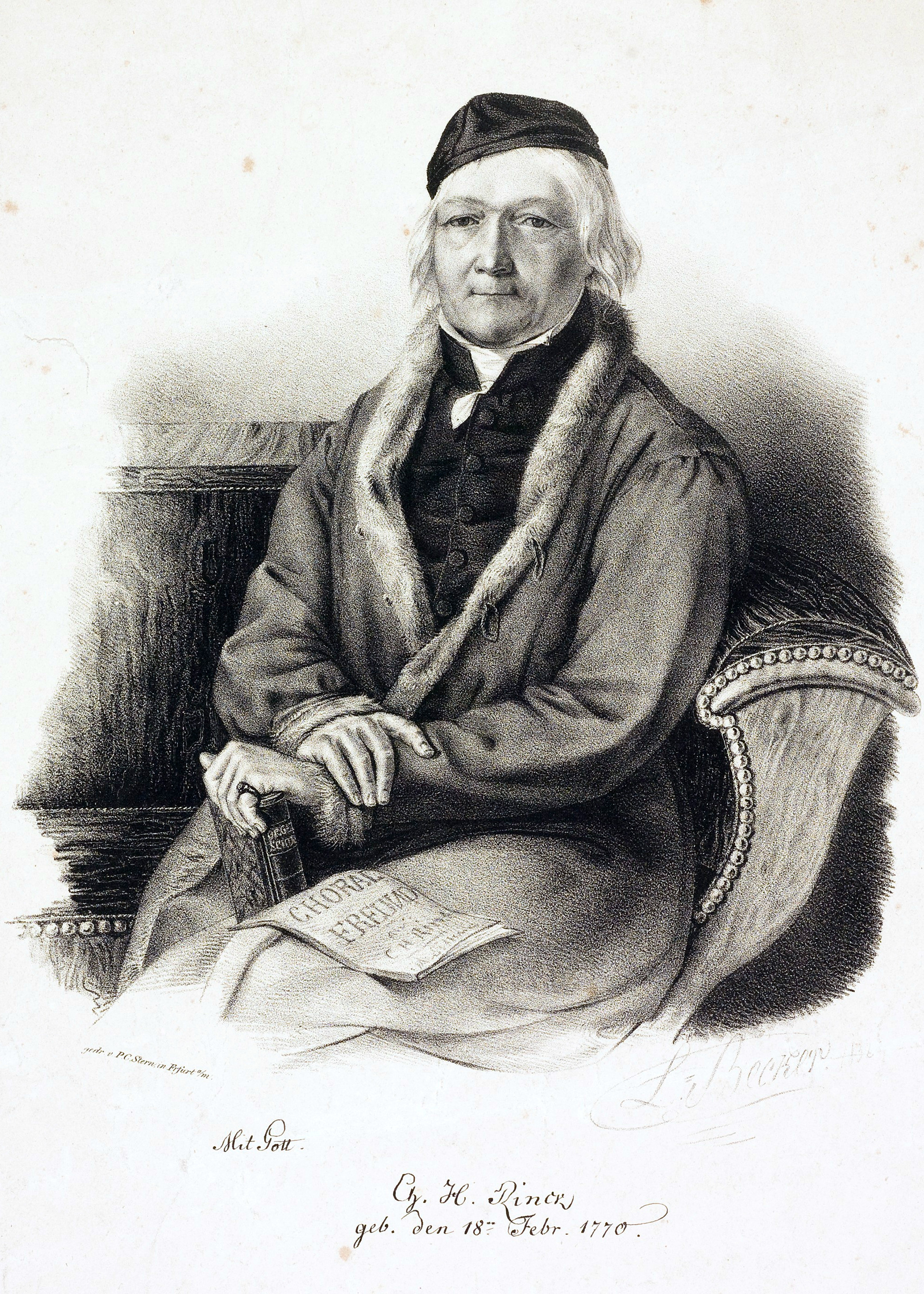
Christian Heinrich Rinck

Johann Christian Heinrich Rinck (* 18. Februar 1770 in Elgersburg bei Ilmenau (Thüringen); † 7. August 1846 in Darmstadt) war ein deutscher Komponist der Romantik.

## Vita

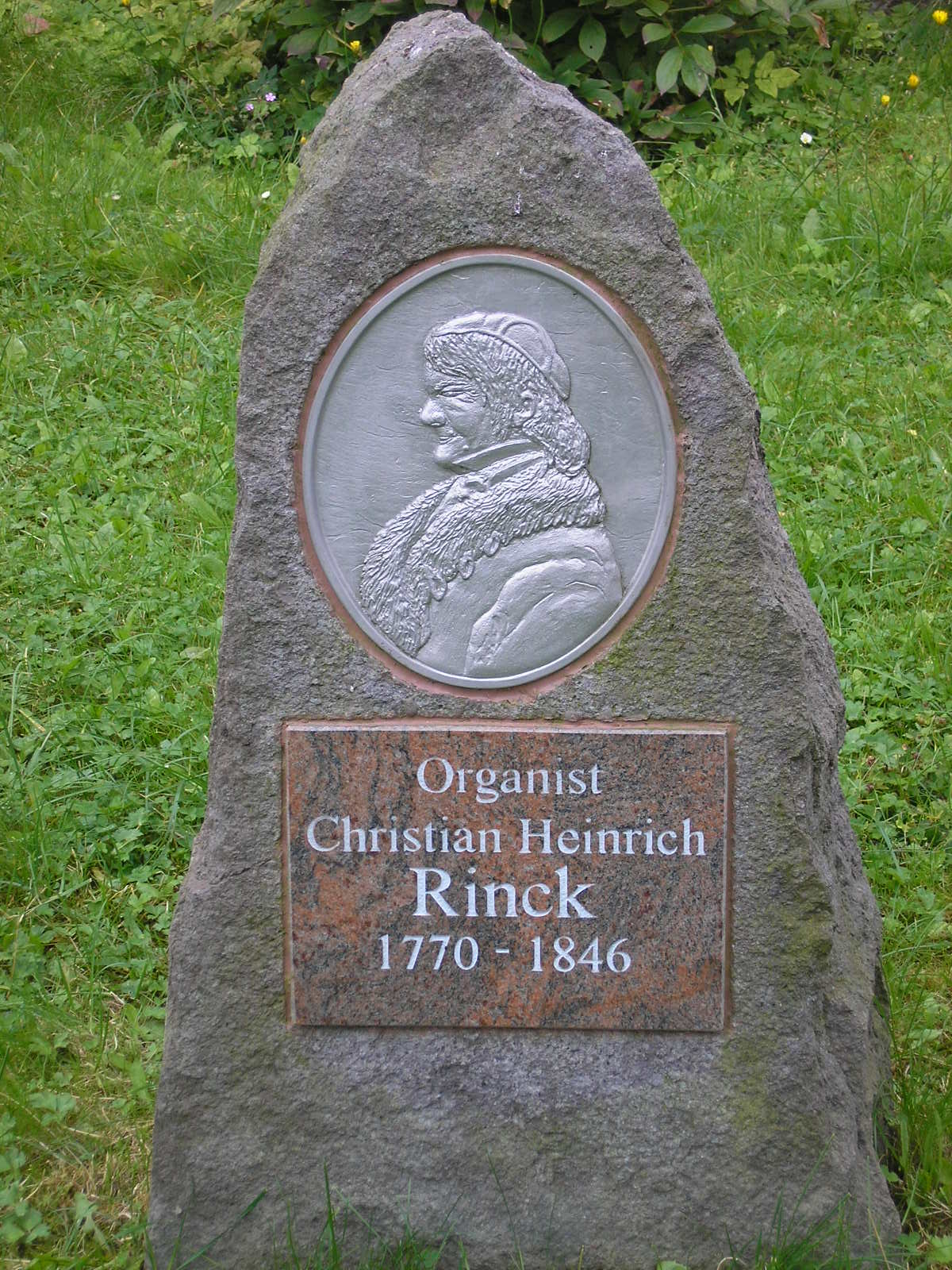
Rinckdenkmal in Elgersburg (Foto 2007)

Johann Christian Heinrich Rinck stammte aus einer thüringischen Lehrerfamilie. Von 1784 bis 1786 lebte er in Geraberg im Hause des heutigen Thermometermuseums und wurde danach Schüler von Johann Christian Kittel, der noch Schüler von Johann Sebastian Bach gewesen war. Rinck verzichtete auf ein weiterführendes Studium und trat stattdessen ab 1790 eine zunächst gering besoldete Stelle als Stadtorganist in Gießen an. Im Jahre 1803 avancierte er dort zum Universitätsmusikdirektor. Rinck war in Gießen vom deutschen Musikleben abgeschnitten (vgl. seine Autobiographie) und versuchte daher schon vor der Jahrhundertwende, die Stadt zu verlassen. 1805 folgte er einem Ruf nach Darmstadt; dort wurde er Kantor und Organist der Stadtkirche, später Hoforganist und Kammermusiker von Großherzog Ludwig I. Zudem wirkte Rinck als Musiklehrer am Paedagogium, dem späteren Ludwig-Georgs-Gymnasium, und als einflussreicher Musikkritiker. Rinck wurde auf dem Alten Friedhof (Darmstadt) von Darmstadt bestattet (Grabstelle: I B 11).
Christian Heinrich Rinck galt schon früh als einer der besten Organisten seiner Zeit, wurde als Orgelsachverständiger konsultiert und unternahm mehrfach Konzertreisen. Bedeutendes Ansehen erlangte Rinck als Komponist von Orgelmusik, besonders als Verfasser der bis zur Inflation 1923 (dem wirtschaftlichen Ende der Rinck-Stiftung) weltweit stark verbreiteten sechsbändigen Praktischen Orgelschule op. 55. Der Schott-Verlag machte sich Rincks Popularität zu eigen, indem er ihn mit der Herstellung des ersten Klavierauszugs von Ludwig van Beethovens Missa solemnis beauftragte. 1840 folgte die Ernennung zum Ehrendoktor der Universität Gießen. Zu seinen Schülern gehörte unter anderen Adolf Friedrich Hesse und Wilhelm Reuling.
Als Zeitgenosse von Mozart, Beethoven und Schubert war Rinck ein fruchtbarer Komponist, der Elemente der barocken Polyphonie, der Klassik und der Frühromantik in seinem Personalstil vereinte. Unter seinen 129 mit Opuszahlen versehenen Werken überwiegen die Orgelwerke. Gerade mit der Orgelmusik und seinen Orgellehrwerken gilt Rinck als herausragende Persönlichkeit der Kirchenmusikgeschichte des 19. Jahrhunderts.
Rinck war bis weit über seinen Tod hinaus weltberühmt. Sein Ruhm verblasste erst durch die Bach-Renaissance der 1920er Jahre, die das 19. Jahrhundert als „dunkel“ und im Vergleich zur barocken Kirchenmusik als minderwertig einstufte. Seit dem Ende des 20. Jahrhunderts – im Zuge der Wiederbeschäftigung mit der Kirchenmusik des 19. Jahrhunderts – wird auch das Schaffen von Johann Christian Heinrich Rinck zunehmend wieder höher und seiner einstigen Bedeutung gerecht werdend eingestuft.
Für die Wiederbelebung seines Schaffens setzt sich die Christian-Heinrich-Rinck-Gesellschaft Darmstadt e. V. ein. Wichtige Verlage für Rincksche Werke in der Gegenwart sind der Verlag Dohr in Köln und die Edition Musica Rinata in Berlin.

## Kompositionen
Rinck erhielt 1833 die Gelegenheit, seine Autobiographie zu verfassen und drucken zu lassen. Die Selbstbiographie Rincks enthält ein von ihm selbst verfasstes Werkverzeichnis, zudem einige Hinweise zu weiteren, ungedruckten Werken. Rinck teilt sein Schaffen in drei Kategorien: (I) Orgelwerke; (II) Klavier- und Kammermusik; (III) Vokalwerke. Durch seine Berufung nach Darmstadt gewannen die Orgelwerke gegenüber den Klavier- und Kammermusikwerken, die Rinck selbst als „Kompositionen für meine Schüler“ abtat, an Bedeutung. Erst mit dem Aufkeimen des katholischen Cäcilianismus begann der mit Hans Georg Nägeli befreundete Rinck, sich verstärkt auch der Komposition von Vokalmusik, hier vor allem der geistlichen Chormusik, zu widmen.
Unter den Orgelwerken haben seine Orgelschulen (Praktische Orgelschule op. 55) und sein im Schott-Verlag mit sechs Jahrgängen und zwei Supplementen erschienener Choralfreund herausragende Bedeutung erlangt. Der Choralfreund ist eine Anthologie aller in deutschen Landen gebräuchlichen protestantischen Choralmelodien als im Abonnement erscheinende Sammlung von Choralbearbeitungen, die auch regionale Melodieflexionen berücksichtigte. Rinck, im Bachschen Geiste agierend, kann hier durchaus als derjenige angesehen werden, der das protestantische Kirchenmusikleben für das 19. Jahrhundert geprägt hat.

## Stil
Rinck war Stilpluralist. Er verband die Einflüsse der barocken Kontrapunktik mit den neuen Klangvorstellungen von Klassik und Romantik. Gerade in seiner Klaviermusik finden sich auch deutliche Anklänge an das musikalische Biedermeier. In seiner Praktischen Orgelschule op. 55 sollte die Pluralität der Stile trotz Rincks alleiniger Autorschaft eine möglichst umfassende Ausbildung sicherstellen. Durch Veröffentlichung zahlreicher Orgelkompositionen (ca. 1000 Einzelstücke, von Rinck stets in Sammlungen für die Veröffentlichung zusammengestellt) leistete er einen wichtigen Beitrag zur Erneuerung und Verbesserung der protestantischen Orgelmusik am Anfang des 19. Jahrhunderts.

## Rezeption
Weit über seinen Tod hinaus blieb Rinck berühmt, nicht zuletzt auch durch seine Vertonung des von Hoffmann von Fallersleben geschriebenen Gedichtes Abend wird es wieder. Dafür sorgte u. a. das Wirken der Rinck-Stiftung, die sich besonders für die Verbreitung der Praktischen Orgelschule op. 55 einsetzte. Infolge der Kapitalvernichtung im Zuge der Inflation ging die Rinck-Stiftung 1923 ein.
Für die Wiederbelebung seines Schaffens setzt sich seit 1996 die Christian-Heinrich-Rinck-Gesellschaft Darmstadt e. V. in Zusammenarbeit mit dem Verlag Dohr Köln ein. Ein wichtiger Impuls hierbei war die Auszeichnung des Rinck-Festes Köln 2003 mit dem vom Deutschen Musikverleger-Verband verliehenen Sonderpreis des Deutschen Musikeditionspreis Best Edition 2004 für außergewöhnliche verlegerische Leistungen an den Verlag Dohr. 2006 fanden Rinck-Tage in Darmstadt statt.

## Rinck-Sammlung
Rincks Bibliothek, die 473 Musiktitel umfasste, meist handschriftliche Partituren anderer Komponisten und einige Stücke der Bach-Familie, wurde 1853 versteigert. Lowell Mason, ein amerikanischer Sammler, erwarb sie damals. Nach seinem Tode kam die Rinck Collection als Teil von Masons über 1000 Partituren umfassender Sammlung an die Yale University, wo sie sich bis heute befindet.

## Werke
Konzerte
- Konzert Nr. 1 für Klavier und Orchester C-Dur (1790) (2 Sätze, rekonstr.). Editio Rinckiana
- Konzert Nr. 2 für Klavier und Orchester D-Dur (3 Sätze). Editio Rinckiana
- Konzert Nr. 3 für Klavier und Orchester Es-Dur (3 Sätze, rekonstr.). Editio Rinckiana
- Konzert für Fagott und Orchester C-Dur (1808) (3 Sätze). Editio Rinckiana
- Adagio für Orgel und Streicher. Editio Rinckiana

Klavierwerke
- XXX zweistimmige Übungen durch alle Tonarten (30 Exercices à deux parties dans tous les tons) op. 67. Verlag Dohr
- Neuausgabe der Klaviervariationen, krit. rev. Neuausgabe. Heft 1: Freut euch des Lebens op. 39; Das Vögelchen op. 61; Brüder lagert euch im Kreise op. 44; Heft 2: Zieht ihr Krieger, zieht von dannen op. 51; Zu Steffen sprach im Traume op. 62; Heft 3: Andante con Variatione o.op. (1798) für Pianoforte oder Clavichord. Verlag Dohr
- Deux Sonates pour Piano=Forte à quatre mains op. 50 F-Dur und op. 86 B-Dur („d’une difficulté progressive“). Verlag Dohr
- Six Menuets et Trios pour Pianoforte à quatre mains op. 13. Verlag Dohr
- Douze Menuets et Trios op. 79 (Klav. 4hd.) Verlag Dohr
- Trois Sonates à quatre mains op. 26. Verlag Dohr
- Trois Divertissements (d’une difficulté progressive) op. 36. (Klav. 4hd.) Verlag Dohr
- Trois Divertissements à quatre mains d’une difficulté progressive op. 41. Verlag Dohr
- Variationen op. 102: Fünf Variationen über die Cavatine „Nach soviel Leiden“ von Rossini op. 102,1; Fünf Variationen über das Volkslied „Es kann ja nicht immer so bleiben“ op. 102,2 (Klav. 4hd.). Verlag Dohr

Kammermusik
- Klaviertrio Es-Dur o.op. (1803) für Violine, Violoncello und Klavier. Verlag Dohr
- Drei Klaviertrios op. 32 (1812) für Violine, Violoncello („ad libitum“) und Klavier. Verlag Dohr
- Drei Klaviertrios op. 34 (1834) für Violine, Violoncello („obligés“) und Klavier. Verlag Dohr
- Sonate Nr.1 für Violine, Violoncello und Klavier D-Dur (einsätzig). Editio Rinckiana
- Sonate Nr.2 für Violine, Violoncello und Klavier B-Dur (1818) (einsätzig), Editio Rinckiana
- Quartetto D-Dur für Violine, Viola, Violoncello und Klavier (nur 1. Satz vorhanden). Editio Rinckiana
- Trio für Flöte, Violoncello und Klavier D-Dur. Editio Rinckiana
- 6 Sonaten für Violine und Klavier (Es, G, a, F, B, A). Editio Rinckiana
- Sonate très facile für Violine und Klavier (Cembalo) Nr. 1 B-Dur. Verlag Dohr
- Sonate très facile für Violine und Klavier (Cembalo) Nr. 2 G-Dur. Verlag Dohr
- Drei Sestetti. (Erstdruck). Verlag Dohr

Orgelwerke
- Ausgewählte Orgelwerke (Reprint), hg. von Jens-Michael Thies: Douze Preludes pour l’orgue op. 25; Zwölf Orgelstücke op. 29; Drei Nachspiele für die Orgel op. 78; Neun Variationen und Finale op. 90; 15 leichte fugierte Nachspiele op. 114. Verlag Dohr
- Praktische Orgelschule op. 55. (6 Bde., hrsg. von W. Volckmar) Verlag Dohr (Reprint)
- Konzert Nr.1 F-Dur für Orgel. Editio Rinckiana
- Konzert Nr.2 c-moll für Orgel (1820). Editio Rinckiana
- Große Fantasie und Fuge Es-Dur o. O. Butz Verlag
- Kleine und leichte Orgelstücke op. 1. Berliner Chormusik-Verlag/Edition Musica Rinata
- Zwölf kurze und leichte Orgelstücke op. 2. Edition Musica Rinata
- 12 Adagios for Organ, Op. 57
- 40 Kleine, leichte und vermischte Orgelpräludien, Op. 37
- Sammlung von Vor- und Nachspielen zum Gebrauche beim öffentlichen Gottesdienste componirt und herausgegeben von Dr. C. H. Rinck, Großherzoglich Hessischem Hoforganisten zu Darmstadt. Opus: 129. Fünfte Auflage. Darmstadt. Verlag und Eigenthum von Johann Philipp Diehl. (Die 2. Aufl. ist 1853, die 4. Aufl. 1871 erschienen)

Vokalwerke
- Sechs geistliche Lieder für Gesang und Orgel (oder Klavier) op. 81. Verlag Dohr
- Messe/Missa op. 91 (lateinischer und deutscher Text) für Chor, Soli (ad libitum) und Orgel. Edition Musica Rinata und Verlag Dohr
- Deutsche Messe/Missa solemnis op. 128/128a (lateinischer und deutscher Text) für vier Männerstimmen (Soli und Chor) mit obligater Orgelbegleitung. Verlag Dohr, 2025.
- Herr, ich bleibe stets an Dir. Psalm 73. Motette zu vier Singstimmen (Chor u. Soli) mit obligater Orgelbegleitung op. 127. Edition Musica Rinata und Verlag Dohr
- Gebet für Verstorbene op. 71. Motette zu vier Singstimmen (Chor u. Soli) und obligater Orgelbegleitung. Verlag Dohr
- Charfreytags-Kantate für Soli, Chor und Orgel op. 76. Verlag Dohr
- Befiehl dem Herrn deine Wege op. 85. Motette für Soli, Chor und Orgel. Edition Musica Rinata und Verlag Dohr
- Lobe den Herrn meine Seele. Motette zu vier Singstimmen (Chor u. Soli) und obligater Orgelbegleitung op. 88. Edition Musica Rinata und Verlag Dohr
- Gott sey uns gnädig und segne uns! Motette für Soli, Chor und Orgel op. 109. Verlag Dohr
- Halleluja von Pfeffel op. 63. Motette für Sopran, Alt, Tenor und Bass mit Begleitung des Pianoforte. Verlag Dohr
- Das Vater unser für Sopran, Alt, Tenor, Bass und obligate Orgel. Edition Musica Rinata und Verlag Dohr
- Weihnachtskantate op. 73. Edition Musica Rinata
- Gott sorgt für uns op. 98 Kantate für Chor und Orgel. Edition Musica Rinata

## Tonträger (Auswahl)
- Works for Organ: Concertstück, op. 33; Sechs Variationen über ein Thema von Corelli, op. 56; Trio in b moll; Choral und sieben Variationen über „Freu dich sehr, o meine Seele“, Flötenkonzert in F Dur, aus op. 55; Thema (Andante) und Variationen über „Heil dir im Siegerkranz“. Ludger Lohmann, Orgel der Abtei Weingarten. Naxos 8.553925 (1996)
- Werke für Klavier Vol. 1: Acht Variationen über „Brüder, lagert euch im Kreise“ op. 44; Sechs Variationen über „Das Vögelchen“ op. 61; Acht Variationen über „Freut euch des Lebens“ op. 39; Acht Variationen über „Zu Steffen sprach im Traume“ op. 62; 30 Exercices à deux Parties [XXX zweistimmige Übungen durch alle Tonarten] op. 67 (Teil 1). Oliver Drechsel, Klavier (Hammerflügel von Christian Erdmann Rancke, Riga ca. 1820). Verlag Dohr, 2002.
- Werke für Klavier Vol. 2: 30 Exercices à deux Parties [XXX zweistimmige Übungen durch alle Tonarten] op. 67: Auswahl (Teil 2); Deux Sonates pour Piano=Forte à quatre mains op. 50 F-Dur und op. 86 B-Dur („d’une difficulté progressive“); Trois Divertissements à quatre mains d’une difficulté progressive op. 41. Oliver Drechsel, Klavier (Hammerflügel von Christian Erdmann Rancke, Riga ca. 1820), Egino Klepper, Klavier (Secondo). Verlag Dohr, 2003.
- Werke für Orgel Vol. 1: Freie Orgelstücke aus der „Praktischen Orgelschule“ op. 55: Präludium und Fuge C-Dur, Andante F-Dur, Nachspiel G-Dur, Andante-fis-Moll, Nachspiel E-Dur, Andante cis-Moll, Präludium e-Moll, Moderato G-Dur, Nachspiel C-Dur, Fantasie und Fuge c-Moll, Präludium F-Dur, Moderato d-Moll, Nachspiel B-Dur, Andante As-Dur, Nachspiel f-Moll, Andante c-Moll, Moderato f-Moll, Präludium und Fuge B-Dur über B-A-C-H. Jens-Michael Thies, Orgel von Bernhard Dreymann (1834) der ev. Kirche Biebesheim/Rhein. Verlag Dohr, 2004.
- Charfreytagskantate. Chormusik zu Passion, Tod und Vollendung: Herr, ich bleibe stets an Dir op. 127; Lobe den Herrn meine Seele op. 88; Charfreytags-Kantate op. 76; Todten-Feier op. 68; Gebet für Verstorbene op. 71; Gott sei uns gnädig op. 109, Befiehl dem Herrn deine Wege op. 85; Präludien f-Moll op. 120,22, b-Moll op. 120,23, A-Dur op. 120,4, e-Moll op. 120,8 für Orgel. capella piccola, Ltg. Thomas Reuber; Jens-Michael Thies, Orgel. Verlag Dohr, 2004.
- Kammermusik Vol,1: Sonate D-Dur für Klaviertrio, 3 Klaviertrios op.32, Sonate très facile B-Dur, Trio Es-Dur. Trio Parnassus, MDG 2020
- Kammermusik Vol.2: 3 Klaviertrios op.34, Sonate B-Dur für Klaviertrio, Flötentrio D-Dur, Sonate trè facile G-Dur, Trio D-Dur op. posth. Trio Parnassus MDG 2020
- Kammermusik Vol.3: 6 Sonaten für Violine und Klavier (Es, G, a, F, B, A), Quartetto D-Dur. Trio Parnassus MDG 2021